# 红陶刻划纹鸟形器

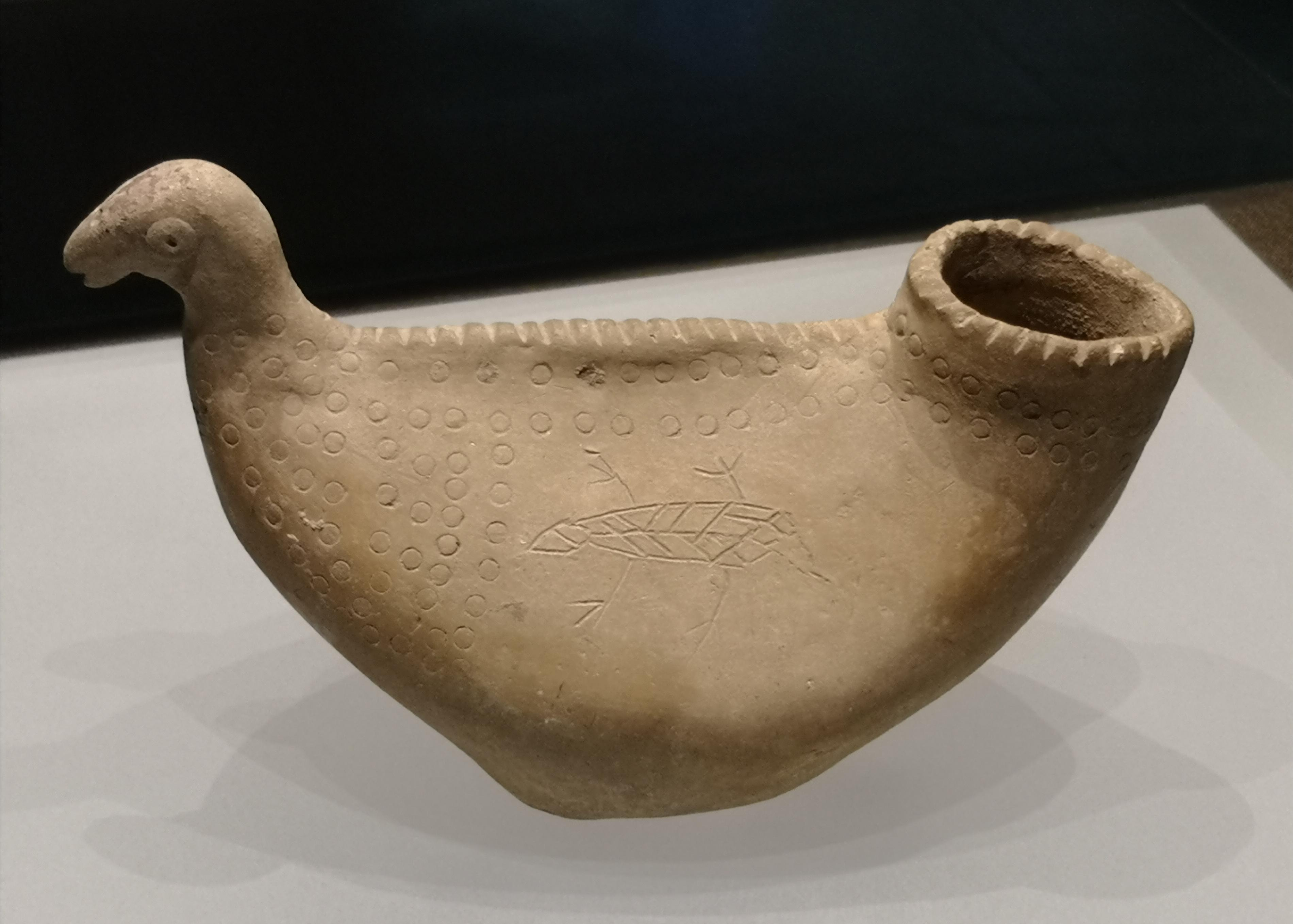
红陶刻划纹鸟形器，齐家文化（约公元前2000年），现藏于甘肃省博物馆

红陶刻划纹鸟形器，或称红陶鸟形器，甘肃齐家文化陶器，约公元前2000年。该器材质为红陶，整体呈鸟形，长20厘米、宽5厘米、高11.5厘米。
该器为征集文物，曾收藏于甘肃省文物商店，现收藏于甘肃省博物馆。

## 文化背景
齐家文化是黄河上游地区的新石器时代晚期到铜石并用时代的文化，继马家窑文化之后发展而来。齐家文化陶器以素陶为主，器形富于变化，尤其以鸟兽造型为最为常见。

## 器型描述
该器造型朴拙，整体被塑造为鸟形，鸟头很小，残有红彩，鸟嘴凸出，而腿部粗圆。鸟的上半身印有小圆圈纹，鸟身一侧刻画有翅翼纹, 另一侧刻画有一只幼鸟, 背脊有齿状装饰凸起, 尾部为管状开口，应是该器的口部。

## 用途
何居奇认为该器器形较小，应该不是实用器，可能与原始崇拜有关。